# Station Eggesford
Eggesford is een spoorwegstation van National Rail in Chawleigh, Mid Devon in Engeland. Het station is eigendom van Network Rail en wordt beheerd door Great Western Railway.